# Восстание в Сальвадоре (1932)
Восстание в Сальвадоре (исп. levantamiento campesino de 1932 en El Salvador) — крестьянское восстание, произошедшее в Сальвадоре в январе 1932 года, первое коммунистическое восстание в Латинской Америке. Вызванное резким обнищанием населения в связи с мировым кризисом, голодом и репрессиями, а также военным переворотом Максимилиано Эрнандеса Мартинеса и сворачиванием выборов, восстание продлилось всего три дня и было подавленно армией, национальной и гражданской гвардией и закончилось этноцидом индейцев, из-за чего эти события известны как Ла Матанса (исп. La Matanza — «Резня»).
В 1932 году восстание под руководством Коммунистической партии против военной диктатуры Максимилиано Эрнандеса Мартинеса в Сальвадоре было жестоко подавлено сальвадорскими вооруженными силами, в результате чего погибло 30 000 крестьян.

## Предпосылки восстания
В начале 1930-х годов в связи с мировым экономическим кризисом положение в экономике Сальвадора значительно ухудшилось.
В частности, цены на кофе, который являлся основой экономики страны (составлял 90 % экспорта) в 1929—1932 годы упали с 44 до 12 колонов за кинталь (1 кинталь = 46 килограмм), в стране выросла безработица, началось массовое обнищание населения.
Наиболее тяжелым было положение на селе: разразился голод, латифундисты разоряли крестьянские хозяйства, уничтожали посевы, выпасали скот на арендуемых землях издольщиков, массово увольняли сельскохозяйственных рабочих. По словам Мигеля Мармоля, против крестьянства с 1930 года велось систематическое насилие со стороны помещиков и государства, которое выступало на стороне последних..
Так, национальной гвардией было расстреляно профсоюзное собрание, которое запретил местный латифундист, в начале 1931 года в поместье «Асучильо» в департаменте Ла-Либертад.
Была создана атмосфера террора: совершалось огромное количество убийств.Мигель Мармоль
С 1 марта 1931 года президентом был Артуро Араухо, который был избран на
выборах, известных, и не без основания, как единственные действительно свободные выборы в Сальвадоре в нынешнем веке.Мигель Мармоль
Им был провозглашен курс на аграрную реформу, но он быстро терял поддержку среди населения. Крестьянство в стране начало активизироваться и тяготеть к коммунистической партии Сальвадора.
Коммунистическая партия Сальвадора была основана активистами рабочего движения 30 марта 1930 года. Одним из наиболее выдающихся лидеров был Фарабундо Марти, участник создания первой Гватемальской коммунистической партии и партизанской войны Аугусто Сесара Сандино в Никарагуа. Неоднократно высылавшийся, он находился на нелегальном положении, но расстрел в «Асучильо» заставил его выйти из подполья и направиться к президенту Араухо, после встречи с которым он был посажен в тюрьму, где объявил голодовку. Это вызвало большую реакцию в печати. 17 мая 1931 года проводится народная демонстрация в Сасонате с требованием освобождения Марти, против которой была выведена кавалерия. Все это сказывается на влиянии президента Араухо, престиж которого сильно упал.
4 декабря 1931 года в результате военного переворота к власти пришёл генерал Мартинес.
7 января Центральный Комитет партии выбрал дату начала восстания — 16 января. Однако еще 14 января стало известно, что правительство знает о подготовке вооружённого выступления. 16 января прокоммунистически настроенные солдаты 6-го пулемётного полка при подготовке к выступлению были убиты или брошены в тюрьмы. Центральный комитет партии перенес дату восстания на 19 января. В ночь с 18 на 19 лидеры компартии, в частности Фарабундо Марти, Альфонсо Луно и Марио Сапата, были арестованы. Но подготовка восстания продолжалась, дата начала восстания снова была перенесена, теперь на 22 января.

## Ход восстания
Восстание началось 22 января, как и планировалось компартией. Оно охватило главным образом западную часть страны — департаменты Ауачапан, Санта-Ана, Сонсонате и Ла-Либертад. Города Исалко и Науисалко держались три дня. На некоторое время восставшие захватили Такубу, Атако, Салкоатитан, Колон, Сонсакате, Турин, Сан-Хулиан, но были оттуда выбиты правительственными войсками. Ряд захваченных городов (Исалко, Сан-Хулиан) подвергались бомбардировкам с воздуха.
В большинстве своём восставшие были крестьяне и имели на вооружении только мачете.
Правительство Мартинеса же развернуло армию и национальную гвардию, а также Гражданскую гвардию. Было мобилизовано население из восточных районов страны, где волнений почти не наблюдалось.

## Итоги восстания
Погибло 4 тысячи человек, а Фарабундо Марти был приговорён к смертной казни. Всего население Сальвадора сократилось за 1932 год на 30 000 человек. По подсчетам Мармоля, первые дни восстания и после правительство убивало около 2000 человек, затем — меньше. Подавление восстания переросло в этноцид индейцев. В итоге Сальвадор потерял 2,5 % от всего населения.
После начала восстания правительство ввело в стране «осадное положение», которое было отменено только в 1941 году.
Через десять дней после начала восстания к побережью Сальвадора прибыли один боевой корабль ВМС США (USS «Rochester») и два боевых корабля военно-морского флота Великобритании («Skeena» и «Vancouver»).
11 июля 1932 года парламент Сальвадора принял закон № 121, который предоставлял «полную и безусловную амнистию» всем правительственным чиновникам, офицерам и солдатам, полицейским и гражданским лицам за нарушения закона, совершённые в течение 1932 года при подавлении восстания и преследовании участников восстания.

## Интересные факты
В восстании участвовали и после подавления вынуждены были бежать в Никарагуа Рене Серна и Хулиана Хуарес — родители Ленина Серны, будущего видного деятеля никарагуанского СФНО, руководителя сандинистской госбезопасности.
Подавлением восстания руководил генерал Хосе Томас Кальдерон, дед крупных политиков правой партии АРЕНА — Армандо Кальдерона Соля (президент Сальвадора в 1994—1999 годах) и Милены Кальдерон Соль де Эскалон (видный сальвадорский парламентарий, алькальд Санта-Аны).